# Немекене
Немекене (*д/н —1514) — сіпа (володар) держави Баката у 1490—1514 роках. Його ім'я перекладається як «кістка або сила пуми».

## Життєпис
Був небожем сіпи Сагуаманчіки. Після загибелі останнього у 1490 році, успадкував владу над державою Баката. Спочатку він укладає мир з новим володарем Хунзи Кемуінчаточою. Після цього зміцнив свою владу всередині держави та став опікуватися кордонами, на які нападали племена панче.
Водночас доручив небожу і спадкоємцю Тіскесусе на чолі 40 тис. вояків приборкати повсталого касіка Фусагасуги, що той і зробив. Очільників повстання було захоплено і принесено у жертву. Після цього відбиті атаки індіанців Сіпакіри та Немокона, але Немекене на чолі 16 тис. вояків вдалося їх перемогти та підкорити.
Скориставшись різні повстаннями та війнами у володіннях Бакати, повстав володар Гуатавіти. Тоді Немекене вирішив здолати того хитрістю. Піддані Гуатавіта повсюдно славилися як вправні ювеліри. І той охоче відпускав своїх майстрів для роботи в чужих володіннях, але вимагав, щоб в обмін за одного майстра йому надсилали двох слуг. І ось Немекене запросив до себе близько 1000 ювелірів-гуатавітян. А до правителя Гуатавіти направив 2000 добірних вояків, які служили тому наче він був їхнім володарем. Але вояки Немекене тільки чекали сигналу про напад. Не бажаючи проливати зайву кров, сіпа вирішив підкупити васала Гуатавіти касіка Уески, який охороняв дорогу до столиці Гуатавіти. Частими подарунками та лестощами Немекене схилив його до зради, і той пропустив вночі вояків сіпи і сам приєднався до нападаючим. Сплячого правителя Гуатавіти захопили зненацька разом з його численною родиною. Він і вся його рідня — дружини, брати, небожі і сини були вбиті. Новим правителем Гуатавіти Немекене поставив свого брата.
Посилення бакати несподобалося касіку Убаке, який повстав проти Немекене, але той протягом 7 місяців завдав касіку поразки й змусив визнати свою зверхність. До того сам Немекене одружився з донькою Убаке, іншу видав у шлюб зі своїм братом, правителем Гуатавіти. Цим надавав можливість своїм синам або брата зайняти у майбутньому трон Убаке (у муїсків влада передавалася небожу, сину сестри). Слідом за цим успіхом були підкорені касікства Убате, Суса, Сіміхака.
Для змінення державного ладу Немене провів правову реформу, за якою встанавлювалися покарання за вбивство, крадіжки та інші злочини, обмежувалися права знаті (усаке) та касіків. Закони Немекене діяли навіть в перші роки іспанського володарювання на цих землях.
Після цих звитяг та успіхів Немекене вирішив, що настав час здолати державу Хунза. Зібравши протягом 30 діб усі свої сили він рушив проти саке (володаря) Кемуінчаточи. Вирішальна битва відбулася біля річки, у місті відомої як «Кола», де під час вирішальної атаки Немекене було смертельно поранено. Він наказав своїм військовикам приховати звітку про смертельне поранення і розбити ворога, але звістка все ж поширилася серед вояків. за одними відомостями вони зазнали поразки й втікали до кордонів Бакати, за іншими війська Немекене лише відступили за річку. Після цього Немекене було доставлено до столиці держави, де він через 5 днів помер. Владу успадкував його небіж Тіскесусе.